# Helioscirtus capsitanus
Helioscirtus capsitanus är en insektsart som först beskrevs av Bonnet, F.R. 1884.  Helioscirtus capsitanus ingår i släktet Helioscirtus och familjen gräshoppor.

## Underarter
Arten delas in i följande underarter:
- H. c. capsitanus
- H. c. algericus